# Polenta (bướm đêm)
Polenta là một chi bướm đêm thuộc họ Noctuidae, hiện tại nó được coi là đồng nghĩa của Plagiomimicus, mặc dù đa số các loài hiện xếp vào chi Lineostriastiria.

## Các loài trước đây
- Polenta biundulalis (Zeller, 1872)
- Polenta hachita (Barnes, 1904)
- Polenta hutsoni (J.B. Smith, 1907)
- Polenta olivalis (Barnes & McDunnough, 1916)
- Polenta sexseriata (Grote, 1881)
- Polenta tepperi (Morrison, 1875)

## Hình ảnh

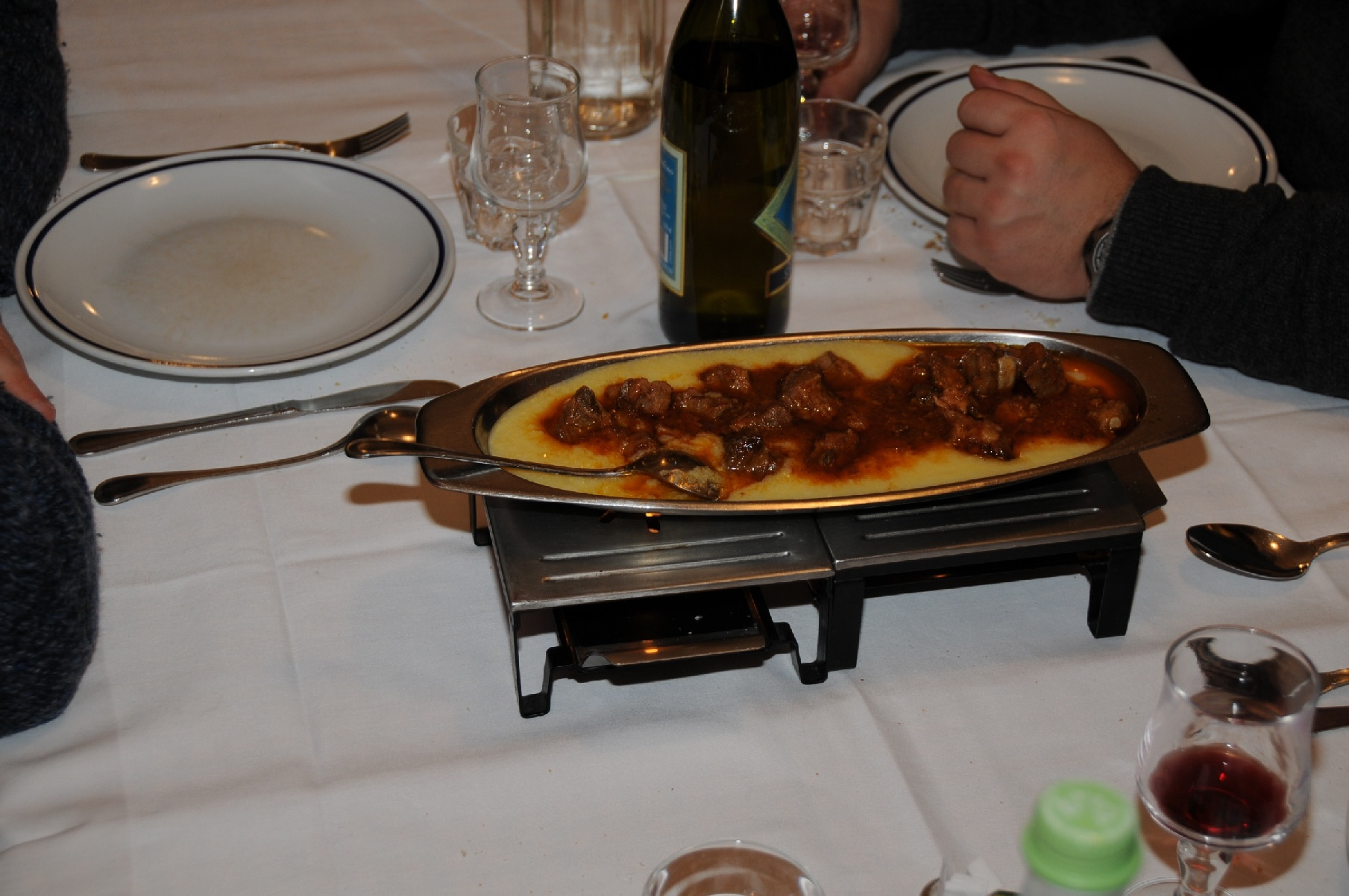
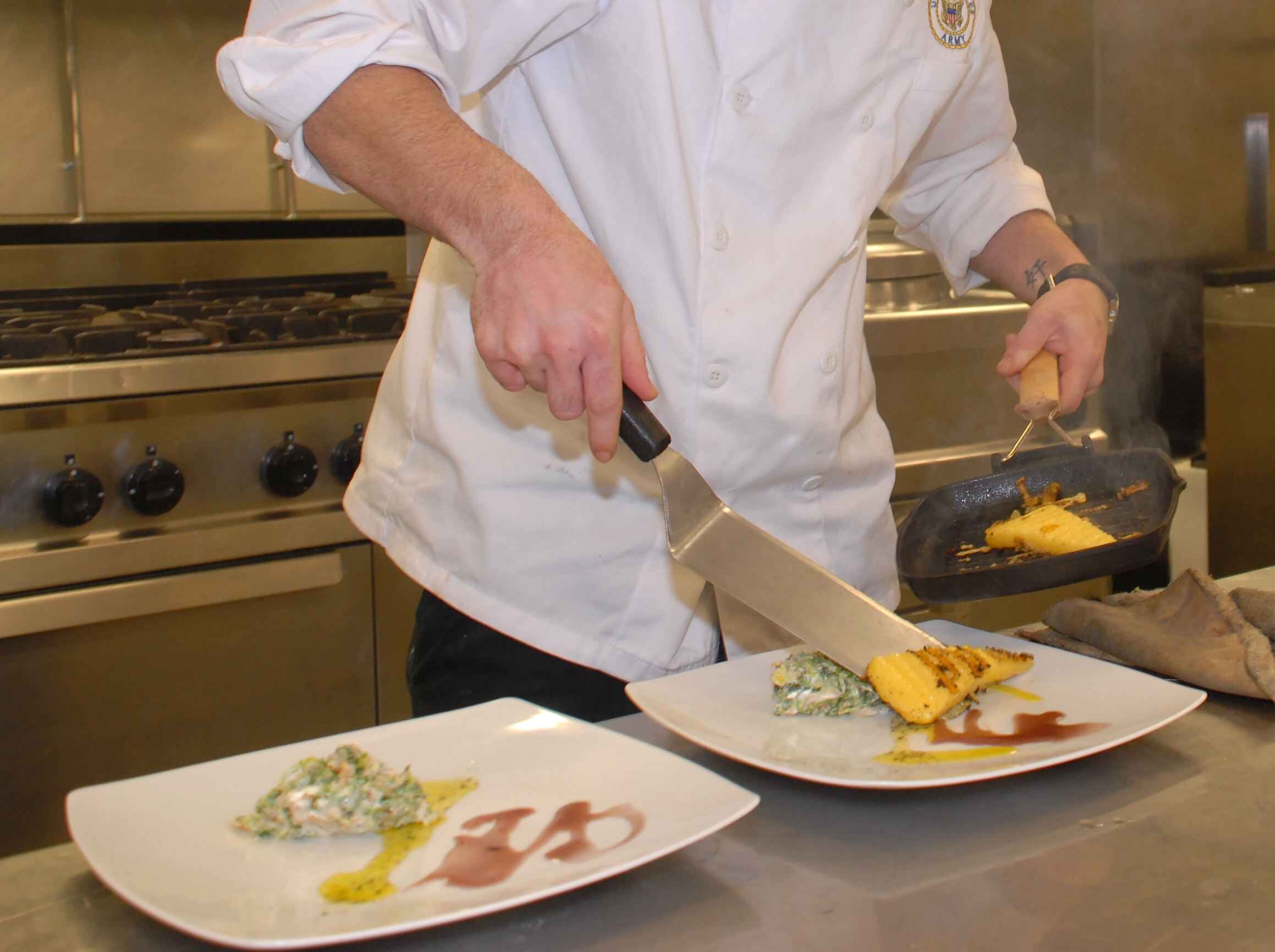
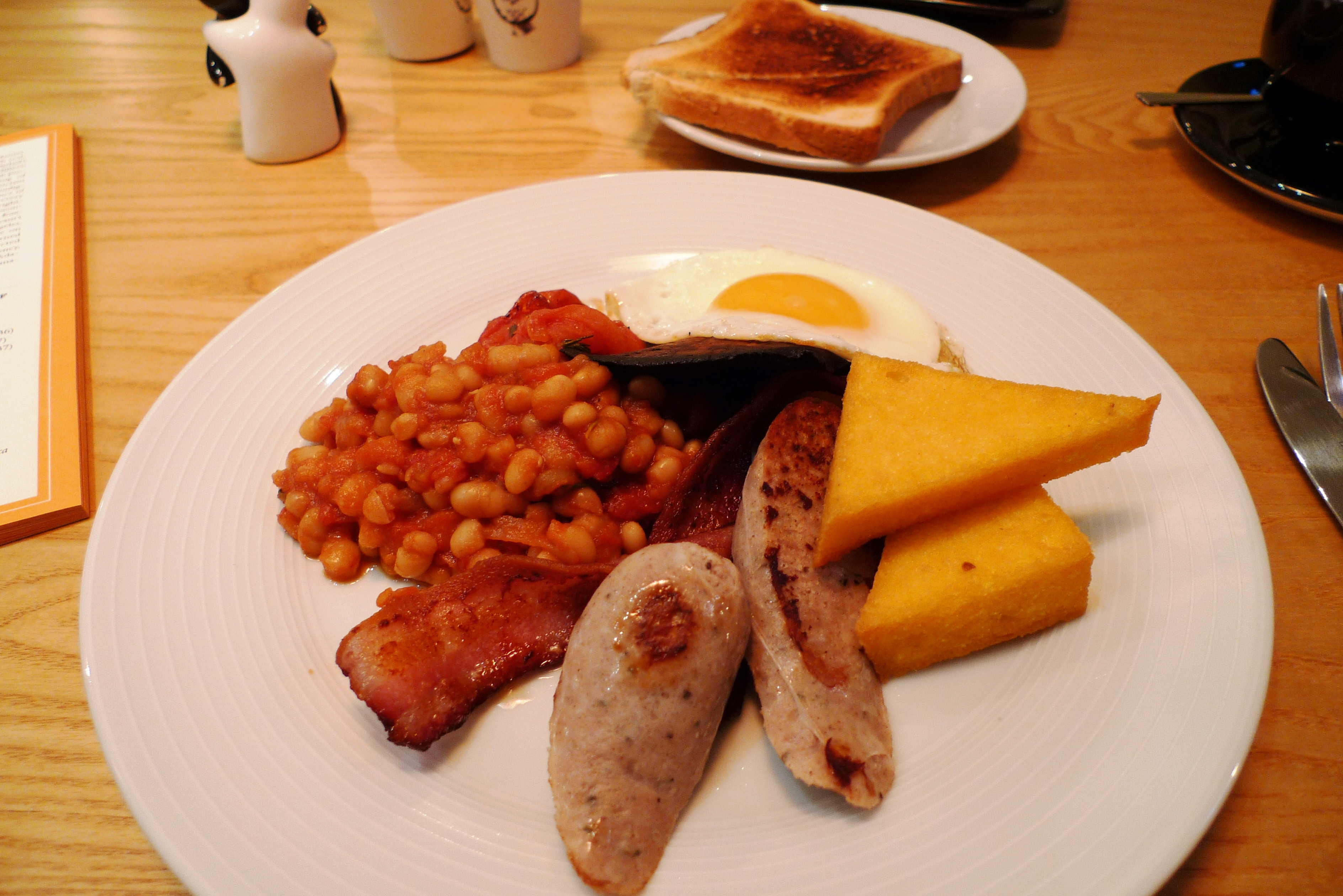
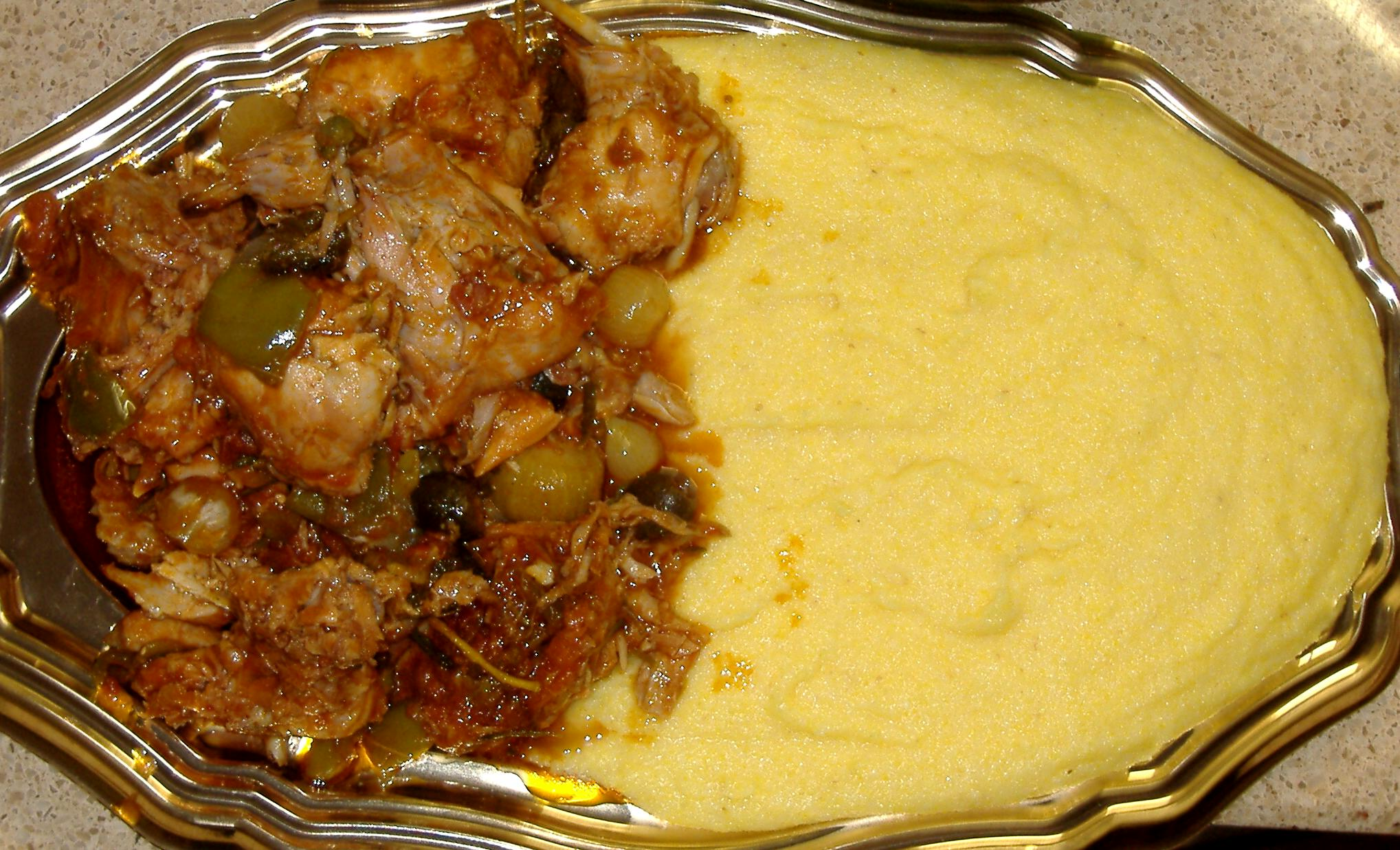